# Little Bealings
Little Bealings est un village et une paroisse civile du Suffolk, en Angleterre.